# The Rising Tide of Oblivion
Albums de Neaera
Let the Tempest Come
(2006)
The Rising Tide of Oblivion est le premier album studio du groupe de deathcore allemand Neaera. L'album est sorti le 21 mars 2005 sous le label Metal Blade Records.
Le titre Anthem of Despair est un hommage aux personnes qui ont perdu la vie au cours du génocide au Rwanda.

## Composition du groupe
- Benjamin Hilleke - Chant
- Stefan Keller - Guitare
- Tobias Buck - Guitare
- Benjamin Donath - Basse
- Sebastian Heldt - Batterie

## Liste des titres
1. The World Devourers - 4:32
2. Broken Spine - 2:53
3. Anthem of Despair - 3:36
4. Walls Instead of Bridges - 2:36
5. Where Submission Reigns - 4:21
6. From Grief ... 0:57
7. ... To Oblivion 3:35
8. Hibernating Reason 3:31
9. Definition of Love 3:15
10. Save the Drowning Child 3:27
11. Beyond the Gates 3:10
12. No Coming Home 4:20
13. The Last Silence 2:23